# Огни ночной пятницы
Огни ночной пятницы (англ. Friday Night Lights) — американский драматический телесериал, рассказывающий о техасском футбольном тренере Эрике и его жене Тэми Тейлор, роли которых играют Кайл Чендлер и Конни Бриттон. Сериал является разработанной Питером Бергом адаптацией одноимённого романа и фильма 2004 года.
Снятый NBC Universal, сериал дебютировал 3 октября 2006 года и после транслировался в течение двух сезонов на NBC. Хотя сериал получал очень высокие отзывы от критиков, его рейтинги во втором сезоне были на грани закрытия, вследствие чего канал заключил соглашение с DirecTV на совместное производство ещё трёх сезонов, которые первоначально выходили в эфир на The 101 Network, подразделении DirecTV, а уже после, спустя несколько месяцев, на NBC. Сериал завершился 9 февраля 2011 года, после пяти сезонов.
Сериал «Огни ночной пятницы» никогда не достигал успехов в телевизионных рейтингах. Проект был любим критиками в частности за реалистичное изображение жителей среднего запада и яркие личности главных героев. Ранние сезоны были удостоены премий «Пибоди» и «Ассоциации телевизионных критиков», три приза «Американского института киноискусства» а также нескольких «Эмми» в технических категориях. Последний сезон был номинирован на премию «Эмми» за лучший драматический сериал в 2011 году, а Кайл Чендлер и Конни Бриттон в 2010 и 2011 годах номинировались на награду в категориях за «Лучшую мужскую роль в драматическом телесериале» и «Лучшую женскую роль в драматическом телесериале» соответственно, включая победу Чендлера в 2011. Также сериал выиграл «Эмми» в категории за «Лучший сценарий драматического сериала» в 2011 году.
В 2007 году журнал Entertainment Weekly включил сериал в свой список «Будущей теле-классики».